# Säbrå församling
Säbrå församling är en församling i Ådalens kontrakt i Härnösands stift. Församlingen ingår i Härnösands pastorat och ligger i Härnösands kommun i Västernorrlands län i Ångermanland.

## Administrativ historik
Församlingen har medeltida ursprung. Tidigt utbröts Härnö församling.
Församlingen utgjorde under 1300-talet ett eget pastorat för att därefter till 1586 vara moderförsamling i pastoratet Säbrå, Stigsjö och Härnö som åtminstone från 1531 också omfattade Häggdångers församling. Från 1586 till 26 februari 1808 moderförsamling i pastoratet Säbrå, Stigsjö, och Häggdånger som från 1751 också omfattade Västanå församling och från 1771 Viksjö församling. Från 26 februari 1808 till 1817  moderförsamling i pastoratet Särbrå och Häggdånger. Från 1817 till 1948 eget pastorat, men under tiden 1845 till 1891 med Härnösands hospitalförsamling. Från 1948 till 2006 moderförsamling i pastoratet Särbrå och Häggdånger som från 1962 också omfattade Hemsö församling. Från 2006 ingick församlingen i Härnösands landsförsamlingars pastorat och ingår från 2018 i Härnösands pastorat.

## Kyrkoherdar
Från 1648 till 1888 var församlingen prebende till Härnösands stifts superintendenter och biskopar.
| Ämbetstid | Namn                      | Levnadstid | Övrigt                                     |
| --------- | ------------------------- | ---------- | ------------------------------------------ |
| 1411      | Petrus Petri              |            |                                            |
| 1541      | Jören                     |            |                                            |
| 1541–1543 | Henricus Erici            |            | Senare kyrkoherde i Torsåkers församling.  |
| 1543–1572 | Laurentius Svenonis       | –1579      |                                            |
| 1573–1589 | Engelbertus Laurentii     | 1542–1621  | Senare kyrkoherde i Luleå stadsförsamling. |
| 1589–1603 | Johannes Laurentii        | 1548–1603  |                                            |
| 1604–1619 | Petrus Nicolai            | –1619      |                                            |
| 1619–1644 | Johannes Petri Simplicius | –1644      |                                            |
| 1646–1648 | Jonas Olai                | 1598–1652  | Senare kyrkoherde i Segersta församling.   |
| 1889–1921 | Alexander Emanuel Bill    | 1838–1921  | Kontraktsprost.                            |

## Kyrkor
- Säbrå kyrka
- Lungö kapell byggdes på Lungö år 1865. Det är av trä. Tornet är från 1880-talet.